# Геденштром, Матвей Матвеевич
Матвей Матвеевич Геденштром (нем. Mathias von Hedenström 1780/1781, Рига, Лифляндская губерния — 20 сентября 1845, деревня Хайдукова, Томский уезд, Томская губерния) — надворный советник, исследователь севера Сибири.

## Деятельность
Родился в Риге в семье со шведскими корнями, носил шведское имя Маттиас Маттиассон Геденстрём (Mattias Mattiasson Hedenström).
Слушал лекции в Юрьевском университете, но, не кончив его, поступил на службу в Ревельскую таможню, попал под суд по делу о контрабанде и был выслан в Сибирь.
В 1808 году Геденштром явился в Иркутск и получил здесь служебное поручение — исследование берегов Ледовитого океана. В 1808—1810 годах возглавлял экспедицию по съёмке и исследованию Новосибирских островов. Не подготовленный к учёным занятиям, Геденштром должен был предварительно много заниматься, чтобы научиться определять долготу и широту места и вообще обращаться с научными приборами. Помощником его был назначен геодезист Пшеницин, землемер И. Кожевин. С экспедицией Геденштрома связано возникновение вопроса о так называемой Земле Санникова, которую якобы видел Я. Санников (участник экспедиции) к северо-западу от острова Котельный. Геденштром установил наличие «сибирской полыньи» — обширного пространства открытой воды на границе дрейфующих льдов и континентального ледового припая. Описал берег между устьями рек Яна и Колыма. В 1809 году посетил восточную часть открытого промышленником Сыроватским в 1806 году острова и дал ему название Новая Сибирь, которое и было за ним утверждено в 1810 году.
В 1813 году он был принят на службу в канцелярию Иркутского губернатора, потом до 1818 года занимал должность Верхнеудинского исправника. И на этой должности Геденштром продолжал заниматься научными исследованиями и составлял минералогическую и ботаническую коллекции. совершил много поездок по Якутии и Забайкалью.
Геденштром был одним из наиболее близких к известному Иркутскому губернатору Н. И. Трескину лиц и нажил большое состояние поручаемой ему губернатором закупкой хлеба. Близость к Трескину не помешала ему сделаться предателем своего начальника, когда в Сибирь в 1819 году приехал генерал-губернатором Сперанский, что не спасло, однако, его самого от взыскания. За самовластные распоряжения и казнокрадство он был отрешён от должности 20 февраля 1820 года. Геденштром обвинялся в участии в действиях губернатора по хлебной закупке, неправильном распоряжении при покупке в казну белки, несправедливом поступке с Хоринским главным тайшою, незаконных поборах и недодаче продавцам денег при покупке хлеба на казённые надобности. Отчёт Сперанского рассматривал особый комитет, учреждённый 28 июля 1821 года. Он разделил всех обвинявшихся по Сибирской ревизии на 10 разрядов. Геденштром попал в 3-й разряд, в отношении которого было постановлено: не допускать впредь к определению ни к каким должностям, чиновников выслать на жительство во внутренние губернии. Однако Высочайше повелено было Геденштрома из Сибири не высылать. Он поселился в Тобольске. Начальство Западной Сибири, желая воспользоваться знанием и опытом такого способного человека, как Геденштром, добилось разрешения ему поступить вновь на службу. В 1827 году Геденштром получил позволение возвратиться в Европейскую Россию и поступил, по ходатайству Сперанского, на службу в Медицинский департамент на должность начальника отделения. Здесь он предложил особый способ[прояснить] учитывать аптекарей и тем лишил их большой части их дохода.
В 1830 году возвращается в Сибирь, в 1832 году назначается губернским почтмейстером в Томск. Выйдя в 1839 году в отставку, с правом ежегодного пансиона в размере 1250 рублей, Геденштром поселился в деревне Хайдуковой, близ Томска, проводил время в пьянстве и умер там в крайней нищете 20 сентября (по другим данным — 2 сентября) 1845 года. В некрологе, опубликованном в «Журнале народного просвещения» за октябрь 1845 года значится:

20 сентября в деревне Кайдуковой близ Томска скончался на 65 году надворный советник Матв. Матв. Геденштром, один из замечательных путешественников, и 23 числа тело его привезено в Томск, где и предано земле по обряду православной церкви.
Могила М. М. Геденштрома не сохранилась.
В честь М. М. Геденштрома названы горы (Восточно-Сибирское море, Новосибирские острова, остров Новая Сибирь): названы в 1886 г. Э. В. Толлем.
Также в честь М. М. Геденштрома назван залив (Восточно-Сибирское море, Новосибирские острова, остров Фаддеевский) — обследован в 1821—1822 гг. экспедицией под руководством П. Ф. Анжу (и в том же году назван в честь М. М. Геденштрома), и река на острове Новая Сибирь.

## Публицистика
Геденштром результаты своих научных исследований опубликовал в следующих статьях и отдельных книгах:
- Путешествие Геденштрома по Ледовитому морю и островам оного, лежащим от устья Лены к востоку(«Сибирский Вестник», 1822 г., ч. 17—19);
- Описание берегов Ледовитого моря от устья Яны до Баранова камня (там же, 1823 г., ч. 2);
- Записки о Сибири («Журн. Минист. Внутр. Дел», 1829 г., ч. 1, кн. 1; 1830 г., ч. 2, кн. 1—3; ч. 3, кн. 4);
- Отрывки о Сибири (СПб., 1830 г.); по-немецки: «Fragmente oder Etwas uber Sibirien» (S.-Pb., 1842);
- Острова между Леной и Колымой («Русский Инвалид», 1838 г., № 268);
- Новая Сибирь (там же, № 313);
- Головы неизвестных животных, находимых в Северной Сибири (там же, № 318);
- О Байкале (там же, 1839 г., № 9 и 10);
- Выписка из его неизданного сочинения: «Сибирь» («Москвитянин», 1842 г., ч. 5, № 9).